# БКМ-333
БКМ-333, БКМ-33300А — 18-метровий зчленований низькопідлоговий тролейбус, що серійно випускається з 2006 року на Мінському заводі «Белкомунмаш». Сучасний загалом тролейбус «третього-четвертого» покоління здатен перевозити великі маси пасажирів та оснащений високою комфортабельністю для пасажирів. Як і БКМ-4200 має автономний двигун, проте дизельний, з яким може проїхати до 10—30 кілометрів без з'єднання з контактними дротами (залежно від навантаження). Також випускається модифікація «БКМ-33302».

## Загальний опис

### Модельний опис

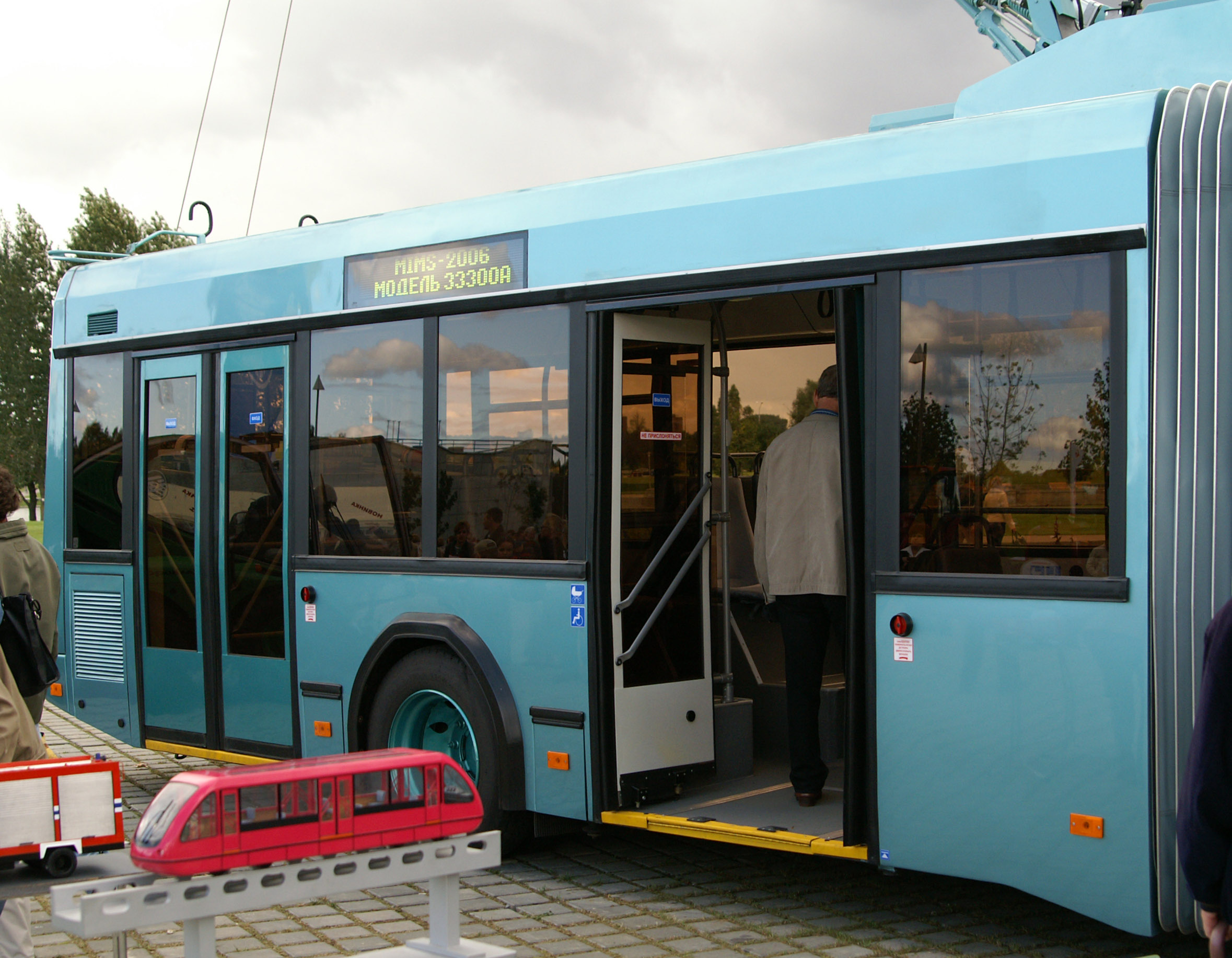
Задня секція та частина гармошки «Humber» у кадрі

Тролейбус має незвичний та оригінальний дизайн кузова та салону, він призначений для перевезення великих мас пасажирів у межах міста. У довжину він 18 метрів, у ширину 2,5 м і у висоту 3,2 м. Кузов тролейбуса типу одноповерхового, вагонного компонування, центральнометалічний і силовий. Уся обшивка тролейбуса покрита листом сталі товщиною 0,9 мм, на нього нанесено шар склопластику. Передок тролейбуса також зроблено зі склопластику, його розбито надвоє: у нього є висувний капот зверху та бампер покритий склопластиком знизу. Електродвигун розташований зпереду оскільки тролейбус обладнаний двома двигунами. Вітрове скло панорамне, вигнуте та частково тоноване з самого верху. Склоочисники великого розміру та очищують до 90 відсотків лобового скла, розташовані один над одним. Боки тролейбуса зроблені одним центральнометалічним сталевим листом, покритим склопластиком. З'єднувальний вузол гармошки від німецької фірми Humber, матеріал гармошки — алюміній, цинк і склопластик, дроти що відповідають за розтягування повністю сталеві. У тролейбуса високий захист проти корозії, покриття може покриватися високоякісними емалями. Ресурс кузова складає не менше 10 років. Тягове електроустаткування розташоване на причепі, має підвищений ступінь захисту. Салон розраховано на 165 пасажирів, з них 39 сидячих. Крісла м'які та легко відчищаються; низька підлога висотою 36 см дає можливість перевезення маломобільних людей (людей похилого віку, інвалідів) а також зручність для входження пасажирів з маленькими дітьми та вагітних жінок. Зчленувальний вузол не обмежує пасажирів у русі та не перешкоджає як переходу з секції у секцію так і стоянню прямо на вузлі зчленування. Гармошка може розтягуватися до 36°. Двері двостулкові, усього їх 4 штуки, відкриваються електропневмоприводом майже безшумно; вмонтновано сигнал для водія у разі потреби відкрити двері; обладнано «повітряним ключем» — блокує хід тролейбуса з відкритими чи наполовину закритими дверима. Настил зроблено або з лінеолеуму або з бакелізованої фанери; підлога легко чиститься від бруду. Кабіна водія відокремлена від салону, двері до кабіни також мають кватирки для продажі та видачі квитків пасажирам. Місце водія зроблене за усіма сучасними стандартами; бокові дзеркала великого розміру та мають антиблікове покриття. Бокові вікна тоновані товщиною 5 мм світлокоричневого кольору, що має ще більший захист від сонця. Поручні відносно тонкі та тривкі проти фізичної сили та дії сонця. Обдув здійснюється через кватирки або люки; обігрів через 6 калориферів потужністю 4 кВт кожен. Тролейбус має інформування електронними маршрутовказівниками, інформація друкується на бортовому комп'ютері або водієм або працівниками депо також у салоні міститься інформаційна інтерактивна система маршрутів та гучномовці, по яких водій оголошує зупинки. Шасі та гальмові системи повністю були зроблені RABA; підвіска пневмоважільна з системою кнілінгу (підвищення/зниження рівня кузова на кілька сантиметрів; включається кнопкою чи важелем на панелі приладів). Автономний дизельний двигун потужністю 100 кіловат дозволяє тролейбусу за потреби знімати тролеї та пересуватися у режимі дизель, оминаючи затори чи дорожні перешкоди.

### Переваги моделі
- низька підлога висотою 36 см і відсутність сходинок забезпечує швидкий вхід/вихід пасажирів до/з салону; можливість перевезення маломобільних груп громадян.
- підвищена пасажиромісткість (165 чоловік), оскільки тролейбус зчленований.
- сучасний та оригінальний дизайн
- система кнілінгу кузова на 5 см/униз вгору
- дзеркала з електроприводом та антибліковим покриттям
- підвищений комфорт перевезення пасажирів
- хороший обдув салону при будь-якому завантаженні
- відповідає усім сучасним вимогам про тролейбуси
- новітні маршрутовказівні системи
- міцна гормошка зі сталі, алюмінію та склопластику від «Humber», завдяки вузлу зчленуваня може розтягуватися на 36°; через неї можна проходити та навіть стояти на вузлі. Там, де вузол закінчується встановлені додаткові поручні безпеки.
- антикорозійний захист
- підвищений захист від електризації; повна електроізоляція кузова; електрообладнання має підвищений ступінь безпеки та повністю загерметизовано від опадів
- система централізованого змащування фірми Lincoln
- ABS (антибуксувальна система) від Knorr-Bremse, Німеччина (Bremse — укр. гальмо, педаль гальма)
- висувний пандус з-під підлоги для в'їзду інвалідів на візках, витримує дорослу людину (до 85 кілограм)
- рух у режимі дизель з двигуном від KIRSCH GmbH (Німеччина) зі швидкістю до 45—55 км/год.
- плавний хід, старт та розгін тролейбуса
- вікна затоновано світлокоричневим кольором, що краще захищають від сонця.
- мости від RABA
- підвищена безпека руху, додаткові вогнегасники, ремінь безпеки для водія, повільне гальмування завдяки пневмоважільній підвісці з 4 ароматизаторами на кожну вісь (разом 12—16 штук залежно від компонування та замовлення)
- можливість видозміни кузова по замовленню
- незначний шум від двигуна у салоні.

## Технічні характеристики

### Загальні дані
| Модифікація            | Белкоммунмаш АКСМ 33300А |
| Призначення            | міський тролейбус        |
| Проект випуску, рік    | 2005                     |
| Серійне виробництво, з | 2006                     |
| Екземпляри, штуки      | не менше 100             |
| Їздять у містах        | Мінськ, Рига             |
| Різновиди моделі       | Белкоммунмаш АКСМ 33302  |
| Подібні моделі         | БКМ-321, БКМ-4200        |

### Кузов і габарити
| довжина, мм                            | 17840                                                                          |
| ширина, мм                             | 2520                                                                           |
| висота, мм                             | 3200                                                                           |
| Тип кузова                             | вагонного компонування, зчленований, з рамною основою                          |
| Колісна база                           | 6210 (тягач) 4520 (причеп, колесо посередині)                                  |
| Осі                                    | 3 штуки, закріплені рамою                                                      |
| Кліренс                                | 120…125 міліметрів (залежно від кнілінга)                                      |
| Тип підлоги                            | низькопділоговий                                                               |
| Обшивка                                | з натягнутого сталевого листа (бочки́ і дах) склопластик (передок і задок)      |
| Розташування капота                    | передок; тип: що відкривається                                                 |
| Підвіска                               | залежна пневмоважільна, дає можливість використовувати кнілінг кузова          |
| Кнілінг                                | застосовується переважно під час входу/виходу; підйом/спуск на 3—5 сантиметрів |
| Споряджена маса, кг                    | 18700                                                                          |
| Повна маса, кг                         | 28000                                                                          |
| Ресурс кузова                          | не менше 10 років служби                                                       |
| Гарантія пробіг, кілометри/час гарантї | 48000/ ~1 рік                                                                  |
| Колісна формула                        | 4×4×2                                                                          |

### Салон
| Настил підлоги                       | з бакелізованої фанери або декоративного лінолеуму                                          |
| Двері                                | 4 двостулкові                                                                               |
| Тип                                  | малошумні поворотно-рухомого типу з тонованим склом                                         |
| Аварійне відкриття                   | аварійне відкриття усіх дверей здійснюється ззовні та зсередини за допомогою кнопок         |
| Механізм відкриття                   | електропневмопривод                                                                         |
| Сигнал до водія про відкриття дверей | діє за допомогою кнопки над дверима                                                         |
| Поручні (вертикальні)                | сталеві труби пофарбовані полімерною фарбою, тривкі проти сонця і фізичної сили             |
| Поручні (горизонтальні)              | розташовані нерозривно крім пройомів дверей, обладнані шкіряними тримачами-ручками          |
| Обшивка боків та стелі               | пластик або ДВП по замовленню                                                               |
| Сидіння (пасажирські)                | розсувного типу, м'які                                                                      |
| Оббивка сидінь                       | з добре вичищувального матеріалу, легко піддається ремонту, покрита антивандальною тканиною |
| Усього сидячих місць                 | 39                                                                                          |
| Стоячих місць                        | 126                                                                                         |
| Повна пасажиромісткість, чол         | 165                                                                                         |
| Вентиляція (салон)                   | через кватирки або люки                                                                     |
| Опалення (салон)                     | 6 калориферів по 4 кВт кожен                                                                |
| Вогнегасник (салон)                  | 1, ємкістю 2 л                                                                              |
| Вікна                                | безпечні, тоновані світлокоричневим кольором                                                |
| Вклейка тоновальної плівки           | між блоками вікон                                                                           |
| Товщина вікон, мм                    | 5                                                                                           |
| Теплоізоляція салону                 | з полістирольних плит та ін.                                                                |
| Гармошка та зчленування              | випущена фірмою «Humber»                                                                    |
| Матеріали гармошки                   | скопластик, сталь, цинк, алюміній                                                           |
| Тип зчленування                      | шарнірний                                                                                   |
| формула дверей                       | 2—2—2—2                                                                                     |

### Місце водія
| Вхідні двері до кабіни водія ззовні | відкриваються автономно ззовні та зсередини; виділена передня створка передніх дверей                                   |
| Двері до кабіни водія зсередини     | відокремлені від салону, у них є кватирка для продажу квитків                                                           |
| Пульт керування, матеріал           | склопластик |
| Обладнання                          | вішалка, дзеркало для огляду салону, аптечка, сонцезахисні шторки                                                       |
| лобове скло                         | панорамне, гнуте, безколірне, є калорифер проти запотівання та обмерзання лобового скла                                 |
| Крісло водія                        | м'яке з пневморесорами, регулюється по висоті та глибині                                                                |
| Вентиляція (кабіна)                 | кватирка; вентилятор на дві швидкості                                                                                   |
| Опалення (кабіна)                   | Електрокалорифер потужністю 6 кВт з 3 режимами обігріву, відповідає за усунення обмерзання та запотівання лобового скла |
| Вогнегасник (кабіна)                | 1, ємкістю 10 л |
| Бокові дзеркала                     | сферичні великого розміру з електропідігрівом та антибликовим покриттям                                                 |

### Дизельний генератор
| Виробник                                                      | KIRSCH GmbH (Німеччина)          |
| Назва двигуна                                                 | APU 100 DIPME                    |
| Струм                                                         | постійний                        |
| Постійна напруга мережі, Вольт                                | 700                              |
| Конденсаторні батареї                                         | зроблений ЗАО ЗЕМ РКК «Енергія»  |
| Максимальна швидкість при русі на дизельній установці, км/год | 45—55 (залежно від завантаження) |
| Відстань яку може проїхати тролейбус на дизелі, км            | 5—11 (залежно від відстані)      |

### Електродвигун
| Тип двигуна                                                                  | тяговий електромотор змінного струму |
| Повна назва двигуна                                                          | Skoda 8ML 3550 к/4                   |
| Потужність, кіловат                                                          | 185                                  |
| Максимально встановлена швидкість руху тролейбуса, км/год                    | 60                                   |
| Розгін 0—50 км/год за, сек                                                   | 32                                   |
| Напруга на токоприймачах, В                                                  | 550—700                              |
| Бортова напруга, В                                                           | 24                                   |
| Зменшення потреб електроенергії по відношенню до контакторних тролейбусів, % | 55                                   |

### Електроустаткування і електробезпека
| Розміщення електроустаткування                          | у шафі у кабіні, у салоні (перша секція) і на даху (задня секція)                                              |
| Монтаж низьковольтних ланцюгів                          | виконано по двохпровідній схемі, два ступені ізоляції                                                          |
| Монтаж високовольтних ланцюгів                          | виконаний у роздільних джгутах                                                                                 |
| Загальна електроізоляція                                | високовольтні ланцюги мають два ступені електроізоляції; частина кузова та двері повністю електроізольовані    |
| Сходинки на дах та доріжки на даху                      | східці безпечні; доріжки з діелектричної гуми, приклеєної водостійким клеєм                                    |
| Система штанговловлювання                               | з пневмоприводом, що забезпечує спуск штанг зразу після сходження з контактної мережі                          |
| Максимальне відхилення від контактної мережі тролеїв, м | 4,2…4,3 |
| Керування штангами                                      | штанги можуть опускатися з кабіни водія за допомогою важеля, можливе встановлення механічних штанговловлювачів |
| Комплект тягового електроустаткування                   | з транзисторною системою керування двигуна змінного струму виробництва «Белкомунмаш»                           |
| Електроізоляція комплекту електроустаткування           | дроти оббиті двома шарами ізострічки; комплект електроустаткування герметичний і захищений від опадів          |

### Гальмівна система
| Механізми гальмівної системи           | барабанні, фірми RABA (гальмівні системи обох мостів)                                     |
| Гальмівна система «Повітряний ключ»    | існує, забезпечує блокування руху тролейбуса з відкритими чи наполовину закритими дверима |
| Кількість гальмівних систем            | 2, відповідають сучасним стандартам                                                       |
| Антибускувальна система                | ABS Knorr Bremse (Німеччина)                                                              |
| Уповільнення з 45 до 10 км/год за, сек | 12                                                                                        |

### Шасі
| Передній керуючий міст                          | фірми RABA, Угорщина               |
| Середній ведучий міст                           | фірми RABA, Угорщина               |
| Задній підтримуючий міст                        | фірми RABA, Угорщина               |
| Центральний редуктор (центральний ведучий міст) | зміщений до лівої колісної ступиці |
| Головна передача (центральний ведучий міст)     | гіпоїдна                           |
| Бортові передачі (центральний ведучий міст)     | циліндричні косозубі               |

### Інформаційні системи
| Маршрутовказівники   | механічні або електронні, табло зеленого забарвлення, розміщене у 4 місцях на кузові      |
| Голосовий інформатор | інформатор за станом тролейбуса                                                           |
| Систем контролю      | може встановлюватися як додаткове обладнання контролю спротиву ізоляції чи контролю втечи |
| Прилади              | сертифікований лічильник спожитої тролейбусом енергії                                     |

## Див.також
- АКСМ-201
- АКСМ-221
- БКМ-321
- БКМ-4200